# پولهام
پولهام (به آلمانی: Pollham) یک منطقهٔ مسکونی در اتریش است که در ناحیه گرایسکیرچن واقع شده‌است. پولهام ۱۱٫۳ کیلومتر مربع مساحت دارد ۳۸۰ متر بالاتر از سطح دریا واقع شده‌است.